# Efflatounia berbera
Efflatounia berbera är en tvåvingeart som beskrevs av Wray Merrill Bowden 1973. Efflatounia berbera ingår i släktet Efflatounia och familjen svävflugor.
Artens utbredningsområde är Algeriet. Inga underarter finns listade i Catalogue of Life.